# 光隙解语
《光隙解语》是由从云开发的即时战略游戏，于2022年10月26日上线台湾，后于2023年9月20日上线于中国大陆，基于IOS、Android平台发行。游戏融合了日式角色扮演的元素，同时在战斗中使用卡牌机制。玩家将扮演“提灯伯爵”与其虚构角色解语者解决“厄影”带来的危机。该作品是免费游玩的服务型游戏，收费方式为抽卡。
游戏上线后引起部分媒体关注，部分媒体认为该游戏于《部落冲突：皇室战争》和《明日方舟》类似。一些评论员认为游戏富有竞争力且在美术氛围上富有特色，但部分评论员也指出游戏有策略性不足的问题。

## 玩法
《光隙解语》是一款即时战略游戏，融入了卡牌和日式角色扮演元素。游戏基于以中世纪和奇幻风格设计的虚构大陆“诺因”进行，其中虚构元素“厄影”降临该世界并带来了绝望，随后，四位“女神”将其封印。游戏的剧情故事围绕“人与自然的冲突”展开，玩家扮演“提灯伯爵”与其虚构角色“解语者”与其灾兽对抗以防止厄影的降临。卡牌是其核心玩法之一，玩家可在游戏前根据其角色属性选择对应的解语者组成最多10个角色的卡组。解语者共有七种职业：先锋、守护、灵域、强袭、祝福、诅咒和异能。游戏时，玩家可基于其关卡设计，消耗游戏币对角色通过拖拽的方式进行部署，完成关卡。游戏引入了“队长”机制，在一定时间后，被任命为队长的角色将释放强力技能，促进游戏进程。游戏包含玩家对战和玩家对战环境功能，玩家可基于此种玩法获得相应奖励。除卡牌外，游戏还设置了世界探索模式，可供玩家与地图元素和其中的非玩家角色进行互动。

游戏截图

## 开发
《光隙解语》由从云开发，小萌科技代理台湾地区的运营，bilibili游戏代理中国大陆地区的运营。游戏虚构大陆“诺因”基于中世纪风格设计。在其背景设定中，开发者参考了神话天启四骑士的元素和故事。在游戏的角色设计中，广泛基于“Live2D”技术改善角色美术效果。在游戏的战斗系统中，设置了基于人工智能的自动战斗系统。为解决该系统战斗逻辑不合理问题，开发者表示对其投入精力较多，并在测试后优化了自动战斗逻辑。游戏由日本音乐家横山克配乐。他表示，在游戏的作曲过程中参考了游戏内的剧情故事设计、角色和地图元素，希望将“光、希望、旅行、故事”元素融入到游戏音乐中。

## 宣传与发行
《光隙解语》于2021年12月公布了其bilibili频道，并在bilibili平台发布了预告片首次公布该项目。2022年10月26日，游戏在台湾发行。游戏在2023年5月获得了国家新闻出版署下发的版号，符合在中国大陆发行的要求。同年7月27日，游戏在中国大陆地区开始了为期10天的“逐光测试”，后于同年9月20日在该地区发行。
2024年1月15日，繁中版宣佈停止營運，2月18日關閉伺服器。同年8月5日，中國大陸版宣佈於10月18日停運。

## 评价与反响

### 评价
游戏葡萄评论员九莲宝灯认为，《光隙解语》与Supercell游戏《部落衝突：皇室戰爭》相似。在游戏玩法和美术氛围上富有特色，并认可了游戏币获取快速方便等商业化行为，表示此类优化提高了游戏的竞争力。游戏葡萄的uboy认为，游戏的卡牌战斗玩法新颖，体现了与传统战旗游戏的差异化。17173网编辑认为游戏战斗元素充满乐趣。Gameres游资网的编辑将《光隙解语》与游戏明日方舟对比，但认为流行度并未超越明日方舟，开发者对游戏策略性的弱化使玩家的策略乐趣远低于同类游戏。Gamelook的编辑认为游戏的宣传策略“大胆而不失分寸”，同时与九莲保灯持类似观点，认可了游戏的游戏币获取和抽卡模式。

### 流行度
在台湾的预发行中，《光隙解语》获得了60万预约量的成绩。2023年9月20日游戏发行当日，游戏获得了IOS平台免费榜第一的成绩。